# Cullomburg
Cullomburg è un census-designated place (CDP) degli Stati Uniti d'America situata nello stato dell'Alabama, diviso tra la contea di Choctaw e la contea di Washington.